# Монахов, Андрей Юрьевич
Андрей Юрьевич Монахов (род. 23 мая 1976, Бокситогорск, Ленинградская область) — российский футболист, игрок в футзал и мини-футбол. Заслуженный мастер спорта по футзалу.

## Биография
Выступал за сборную России по футзалу. Пять раз побеждал на чемпионатах Европы по футзалу, многократный чемпион России по футзалу, дважды побеждал в розыгрыше Лиги чемпионов УЕФС и пять раз в Кубке УЕФС.
Признан федерацией футзала России лучшим игроком двадцатипятилетия.
В 1993 начал свои выступление в футзальных соревнованиях за клуб «Фиеста-Форум» из города Кингисепп, Ленинградская область, в составе которого завоевал бронзовые и серебряные медали чемпионата страны.
В 1996 году перешёл в состав клуба футзального клуба «Полигран» (Москва), в составе которого в 1998 году впервые стал чемпионом России. В том же году в составе сборной победил на чемпионате Европы.
С 2000 года перешёл в состав клуба «Алмаз-Алроса» (Мирный). В сезоне 2001/2002 победил в чемпионате России по футзалу.
С сезона 2003 года Монахов переходит в мини-футбол, где выступает за клуб «Арбат» (Москва) в суперлиге чемпионата России по мини-футболу.
В 2007 году возвращается в футзальные соревнования и выступает в составе ярославского «Подводника», как в матчах российского чемпионата, так и на европейской арене.
С 2010 в течение двух сезонов выступал за «Таганский ряд» из Екатеринбурга. С 2012 перешёл в стан московского «Спартака», за который выступал два сезона. В сезоне 2015/16 клуб из-за финансовой нестабильности отказался от участия в чемпионате России, и Монахов перешёл в клуб «Ладога» из поселка Сосново, Ленинградская область.
Со следующего года Монахов становится играющим тренером в футзальном клубе «Волна» Санкт-Петербург, с которым побеждает в розыгрыше Кубка УЕФС. По окончании сезона был приглашен в сборную России для участие в чемпионате Европы по футзалу, который в 2016 году принимал подмосковный Егорьевск.
Сборная России сумела завоевать золотые медали, которые стали в карьере Андрея Монахова пятым «золотом» чемпионатов Европы.